# چانگ هی یین
چانگ هی یین (انگلیسی: Chang Hei Yin؛ زادهٔ ۶ آوریل ۲۰۰۰) بازیکن فوتبال است.
از باشگاه‌هایی که در آن بازی کرده‌است می‌توان به باشگاه فوتبال هنگ کنگ پگاسوس اشاره کرد.
وی همچنین در تیم‌های ملی فوتبال زیر ۲۳ سال هنگ کنگ و هنگ کنگ بازی کرده‌است.